# 石弐 〜Best of Best〜
『石弐 〜Best of Best〜』（いしツー ベスト オブ ベスト）は、2015年3月25日発売された石井竜也2枚目のベスト・アルバム。

## 概要
ソロで10年振り2枚目のベスト・アルバム。デビュー30周年記念。高音質Blu-spec CD2で発売。
選曲は石井の公式HP上で行われたファン投票によるもの。ソロデビューシングル31枚とアルバム19枚の収録楽曲、HPに記載されていない楽曲用の「その他」欄から1曲を選曲する方式。その中から選ばれた楽曲と未音源化楽曲の計30曲を収録。
石井は、この選曲作業に手を入れず、ファンとスタッフに一任。曲順もスタッフの手による。
その結果、『石 〜Best of Best〜』との被り曲は9曲となっている。
歌詞カードにはファン投票の際に寄せられた楽曲に対するメッセージが掲載。
初回限定盤はデビューから30年間を振り返る写真集が同梱の三方背BOX仕様。

## 収録曲
全曲作詞・作曲：石井竜也
※…『石 〜Best of Best〜』にも収録されていた楽曲。

### Disc1
1. WHITE MOON IN THE BLUE SKY※
（編曲:中崎英也）
2. 雲（Single Version）
（編曲:TATOO）
3. PEGASUS
（編曲:松ヶ下宏之）
4. この瞳が見えるかい
（編曲:金子隆博）
5. 妖精
（作曲:筒美京平 / 編曲:柿崎洋一郎）
6. SUMMER ENDS
（編曲:伊藤隆博）
7. 安心しろよ※
（編曲:伊藤隆博）
8. FLYING HEART
（編曲:金子隆博）
9. ARIGATO
（編曲:TATOO）
10. ヒハマタノボル
（作曲:林部直樹・石井竜也 / 編曲:中崎英也）
11. この世のHEAVEN※
（編曲:光田健一）
12. GOLDEN FISH & SILVER FOX（Original Track）※
（編曲:柿崎洋一郎）
13. HI TENSION LOVE※
（編曲:伊藤隆博）
14. 壮絶夜舞酒家（souzetu night club）※
（編曲:伊藤隆博）
15. MY HOME TOWN
（編曲:松ヶ下宏之）
未発表曲。静岡放送『イブアイしずおかエンタ』テーマソング。
楽曲が作られた2014年当時の番組キャスター陣がコーラスとして参加[5]。

### Disc2
1. 天地の乱舞
（編曲:松ヶ下宏之）
2. Where is Heaven
（編曲:中崎英也）
3. TRAUMA（Original Track）
（編曲:金子隆博）
4. RIVER※
（編曲:渡辺善太郎）
5. 抱いて※
（編曲:渡辺善太郎）
6. 蒼い朝
（編曲:金子隆博）
7. 愛の力※
（編曲:金子隆博）
8. 遠い出来事
（編曲:TATOO）
9. 君に戻ろう
（編曲:TATOO）
10. 出逢い
（編曲:TATOO）
11. 想い
（編曲:勝又隆一）
12. 桜の道
（編曲:TATOO）
13. アイシュウ
（編曲:渡邉貴浩）
14. はなひとひら
（編曲:TATOO）
15. Love Song For You（Orchestra Ver.）
（編曲:光田健一）
未発表ヴァージョン。